# ジョシュ・グローバン
ジョシュ・グローバン（Josh Groban　本名Joshua Winslow Groban　1981年2月27日 - ）は、アメリカ合衆国の歌手。カリフォルニア州ロサンゼルス出身。
2001年11月、アルバム『Josh Groban』をリリースしデビュー。このアルバムに収録されているシャルロット・チャーチとのデュエット曲『The Prayer』を2002年ソルトレークシティオリンピック閉会式で聖火台の炎が消えるときに歌唱した。2005年のワールドシリーズ開幕戦でもアメリカ国歌を歌唱している。
わずか17才で、人気プロデューサーデイビッド・フォスターの秘蔵っ子である彼が、セリーヌ・ディオンのグラミー賞授賞式
リハーサルにてイタリア人オペラ歌手のアンドレア・ボチェッリの代役を前日に指名され、見事に務めあげた。
後日談で、この時の様子を面白おかしくセリーヌは語っている。
「17才のしかもカーリーヘアのキッドが、あのアンドレア・ボチェッリの代役をするなんて半信半疑だったわ。
でも見事に務めてくれたのよ。」
ジョッシュのほうもセリーヌの相手とあって緊張していたし、スタッフにも「どこに代役がいるんだ？」とずっと目の前にいたにもかかわらずそう言われてしまい、「あの～、30分前からここにいますが・・・」と、双方の面白エピソードになっているようだ。

俳優としては、アメリカの人気ドラマであった『アリー my Love』に2度、歌の上手い青年・マルコム役で出演した。
2003年から女優のジャニュアリー・ジョーンズと交際していたが、2006年に破局している。

## ディスコグラフィ

### アルバム
| 年                                        | タイトル        | アルバム詳細 | チャート最高位 | チャート最高位 | チャート最高位 | チャート最高位 | チャート最高位 | チャート最高位 | チャート最高位 | チャート最高位 | チャート最高位 | チャート最高位 | 認定 |
| 年                                        | タイトル        | アルバム詳細 | US             | AUS            | CAN            | FRA            | IRE            | NLD            | NZ             | NOR            | SWE            | UK             | 認定 |
| ----------------------------------------- | --------------- | --- | -------------- | -------------- | -------------- | -------------- | -------------- | -------------- | -------------- | -------------- | -------------- | -------------- | --- |
| 2001                                      | Josh Groban     | - 発売日: 2001年11月20日 - レーベル: 143, Warner Bros. - フォーマット: CD, cassette, digital download - 全米売上: 520万枚 | 8              | 28             | 6              | 50             | —              | 8              | 4              | 6              | 7              | 32             | - US: 4× プラチナ - AUS: ゴールド - CAN: 4× プラチナ - NZ: ゴールド - UK: ゴールド                                 |
| 2003                                      | Closer          | - 発売日: 2003年11月11日 - レーベル: 143, Reprise - フォーマット: CD, cassette, digital download - 全米売上: 610万枚      | 1              | 25             | 2              | 47             | 62             | 38             | 9              | 2              | 21             | 91             | - US: 5× プラチナ - AUS: プラチナ - CAN: 4× プラチナ - IRE: ゴールド - NZ: ゴールド - UK: ゴールド                 |
| 2006                                      | Awake           | - 発売日: 2006年11月7日 - レーベル: 143, Reprise - フォーマット: CD, digital download - 全米売上: 230万枚                 | 2              | 5              | 1              | 5              | 16             | 25             | 29             | 11             | 7              | 17             | - US: 2× プラチナ - AUS: ゴールド - CAN: 2× プラチナ - FRA: ゴールド - IRE: ゴールド - NZ: ゴールド - UK: ゴールド |
| 2007                                      | Noël            | - 発売日: 2007年10月9日 - レーベル: 143, Reprise - フォーマット: CD, digital download - 全米売上: 582万枚                 | 1              | 33             | 1              | 24             | 26             | 26             | —              | 3              | 4              | 58             | - US: 5× プラチナ - CAN: 6× プラチナ                                                                               |
| 2010                                      | Illuminations   | - 発売日: 2010年11月15日 - レーベル: 143, Reprise - フォーマット: CD, digital download - 全米売上: 94.5万枚               | 4              | 21             | 4              | 48             | 12             | 10             | 9              | 17             | 22             | 30             | - US: プラチナ - CAN: プラチナ - IRE: ゴールド - NZ: ゴールド - UK: シルバー                                       |
| 2013                                      | All That Echoes | - 発売日: 2013年2月5日 - レーベル: Reprise - フォーマット: CD, digital download - 全米売上: 53.2万枚                      | 1              | 11             | 1              | 42             | 11             | 3              | 3              | 3              | 11             | 9              | - CAN: ゴールド - UK: シルバー                                                                                     |
| 2015                                      | Stages          | - 発売日: 2015年4月28日 - レーベル: Reprise - フォーマット: CD, digital download - 全米売上: 50.2万枚                     | 2              | 2              | 2              | 13             | 2              | 5              | 1              | 22             | —              | 1              | - AUS: ゴールド - CAN: ゴールド - UK: シルバー                                                                     |
| "—"は未発売またはチャート圏外を意味する。 |                 | |                |                |                |                |                |                |                |                |                |                | |

### シングル
- Smile （2011年11月30日）
- この先の道 -日本語ヴァージョン- （2012年10月17日） - ドラマ『負けて、勝つ 〜戦後を創った男・吉田茂〜』主題歌

## 出演作品

### テレビドラマ
- アリー my Love　Ally McBeal（2001） - マルコム・ワイアット役
- American Dad!（2005）
- glee　（2009） - 本人役
- CSI:ニューヨーク　CSI: NY（2013） - 本人役
- The Good Cop / グッド・コップ (Netflix) - TJ役
- クレイジー・エックス・ガールフレンド　（2017） - 本人役

### 映画
- ラブ・アゲインCrazy,Stupid,Love.(2011) -リチャード役
- コーヒー・タウン Coffee Town(2013) - サム役